# اليهود المستعربة
اليهود المستعربة (بالعبرية: מוּסְתערבים) كانوا اليهود الناطقين بالعربية، ومعظمهم من اليهود الشرقيين واليهود المغاربة، الذين عاشوا في الشرق الأوسط وشمال إفريقيا قبل وصول واندماج اليهود سفارديون الناطقين بالإسبانية اليهودية في شبه الجزيرة الإيبيرية، بعد طردهم من إسبانيا في عام 1492. بعد طردهم، انتقل اليهود المنفيون السفارديون إلى الشرق الأوسط وشمال أفريقيا ( وبلدان أخرى حول حوض البحر الأبيض المتوسط)، واستقروا بين اليهود المستعربين.
في العديد من الدول العربية، حافظ المهاجرون السفارديون والمجتمعات المستعربية الراسخة على معابد يهودية منفصلة وطقوس دينية منفصلة، ولكن غالبا ما كان لديهم حاخامية كبرى مشتركة. ومع ذلك، كان الاتجاه العام لكل من المجتمعات وعاداتها للاندماج، واعتماد الليتورجيا والهوية السفاردية في الغالب. وقد وجد هذا النمط في معظم المجتمعات المستعربة في البلدان العربية. مثال نموذجي هو في تاريخ اليهود في سوريا.
في المقابل، كان هناك تمييز اجتماعي قوي ودائم في تونس بين تونسيين (اليهود التونسيين الراسخين) ولغرانا (اليهود الليفوريون المهاجرون من إيطاليا إلى تونس).

## خلفية
كلمة "مستعربي" نفسها، ومرادفها العبري مستعريفيم، والتي تعني "أولئك الذين يعيشون بين العرب"، مشتقة من اللغة العربية مستعرب مسترائب، والتي تعني "المستعرب". قارن مع مصطلح "مُسْتَعْرَب" (mozárabe باللغة الإسبانية، مستعار من العربية) للإشارة إلى الإسبان المسيحيين المعربين (ولكن غير المسلمين) في إسبانيا الإسلامية التي يحكمها العرب. كما استخدم المؤلفون اليهود في العصور الوسطى كلمة "مستعرابي" للإشارة إلى اليهود في شمال إفريقيا، في ما أصبح فيما بعد الدول الحديثة في المغرب والجزائر وتونس وليبيا (التي خضعت أيضا للتعريب الثقافي واللغوي بعد الفتح الإسلامي هناك).
بعد الفتح الإسلامي لبلاد الشام، خضعت سوريا والمنطقة المحيطة بها للحكم العربي في النصف الأول من القرن السابع، وأصبح يهود الأرض، شأنهم شأن الأغلبية المسيحية في ذلك الوقت، مستعربين ثقافياً، وتبنوا العديد من طرق حكام الأقلية الأجنبية الجديدة، بما في ذلك اللغة.
```
وقد استخدم مصطلح "مستعربين"، في اللغة العبرية المستعربة في ذلك الوقت، للإشارة إلى اليهود الناطقين باللغة العربية في سوريا الكبرى الذين كانوا "مثل العرب" أو "ذوي التوجه الثقافي العربي".
[
2
]
[
3
]
[
4
]
[
5
]
 أطلق المهاجرون السفارديون على هؤلاء المستعربين أيضا اسم موريشكيين أو موريسكيين.
[
6
]
 وقد يكون ذلك تحريف لكلمة « مُشريكي » (
المشرق
) أو كلمة من اللغة الإسبانية اليهودية تعني « كالمغاربة » أو « المغاربة » (قارن بالكلمة الموريسكو الإسبانية).
[
2
]
[
7
]
```

## في إسرائيل
شكل اليهود المستعربون في أرض إسرائيل أحد المكونات الرئيسية الثلاثة لليشوف القديم (المجتمع اليهودي في إسرائيل)، جنبا إلى جنب مع اليهود السفارديون واليهود الأشكناز. كان الأخيرون أقلية تقلصت أعدادهم أكثر بسبب الزواج المختلط مع السفارديون.
كان اليهود المستعربين في فلسطين من نسل العبرانيين القدماء الذين لم يغادروا أرض إسرائيل أبدا، وبدلا من ذلك بقوا هناك من فترة تدمير الهيكل الثاني عام 70 م إلى عاليا الأولى في عام 1881، قبل بداية الهجرة الصهيونية. تحت حكم الإمبراطورية العثمانية في منتصف القرن 16، لم يكن هناك أكثر من 10000 يهودي موزعين على مجموعات عديدة من التجمعات في فلسطين كلها.
داخل المجتمع اليهودي في هذا الوقت، كان هناك بعض الصراع بين المستعربين واليهود الذين هاجروا إلى إسرائيل من إسبانيا وصقلية. في وقت لاحق، كان هناك أيضًا صراع بين المواطنين اليهود في الإمبراطورية العثمانية وأولئك الذين يحملون جوازات سفر أجنبية (ما يسمى فرانسوس). منذ عام 1839 فصاعدا، كان الرعايا اليهود في الإمبراطورية العثمانية، بما في ذلك المستعربين، يمثلهم حاخام معين محليا، والذي يتطلب تعيينه للعمل كحاخام باشي أو "الحاخام الأكبر" موافقة السلطات العثمانية. كان هذا النظام الهرمي موازيا للنظام الذي تم إنشاؤه سابقا الأساقفة المسيحيين في الإمبراطورية.
بسبب اضطهاد السكان اليهود في المناطق الريفية منذ الفترة الإسلامية في الفترة الصليبية والمملوكية والعثمانية، انخفض المستعربين من أغلبية سكان الجليل إلى أصغر أقلية فيه. [بحاجة لمصدر]. في العديد منهم، كان هناك قرويون يهود أصليون حتى الفترة العثمانية. فقط في "بيكين" كان هناك سكان "المستعربين" الذين نجوا بسبب الثورة العربية في الثلاثينيات أجبروا على إخلاء قرية أسلافهم التاريخية والانتقال إلى الخضيرة، حيث يعيش معظمهم اليوم.[بحاجة لمصدر] تعتبر المعابد والمقابر الخاصة باليهود المستعربين، كما هو الحال في البقيعة، الأقدم في العالم اليهودي ويمكن تأريخها إلى حد كبير إلى الفترة التلمودية ولكن أيضًا إلى فترة المشنايك والهيكل الثاني.[بحاجة لمصدر]
على عكس غالبية المجتمعات اليهودية، ظل اليهود المستعربون في إسرائيل مزارعين ريفيين في الغالب كما في الفترات القديمة لإسرائيل. [بحاجة لمصدر]

### العصر الروماني والبيزنطي
في أواخر فلسطين الرومانية، عاشت الغالبية العظمى من هؤلاء اليهود الأصليين الذين عرفوا باسم مستعربين في قرى صغيرة، خاصةً في الشمال أو الجليل، ولكن أيضا في العديد من القرى حول القدس، وحتى باتجاه رام الله. عانوا من القمع الشديد والمذابح المتكررة في عهد البيزنطيين.[بحاجة لمصدر أفضل][بحاجة لمصدر] استمروا في التحدث باللغة الآرامية، لكن الكثير منهم كانوا أميين.

### الفتح الإسلامي
بعد الفتح الإسلامي لبلاد الشام تحسنت ظروف اليهود بشكل كبير. ظل اليهود مزارعين أتقياء وفقراء. حدث انخفاض بطيء في عدد السكان، بسبب الزواج المختلط والتحول إلى الإسلام. لكن عدد اليهود ظل راكدا. بدأ اليهود أيضا في التحدث باللغة العربية، أو في بعض الحالات اليهودية العربية، للتحدث بسهولة أكبر مع جيرانهم العرب.

### الحملات الصليبية
دافع اليهود في فلسطين ضد الصليبيين مع العرب، وخاصة في حيفا عام 1100. الصليبيون، الذين احتلوا معظم فلسطين، من 1099 إلى 1291، قتلوا السكان اليهود والمسلمين الأصليين. أجبر الكثير على اعتناق الإسلام ولكنهم اختاروا الانتحار بدلا من ذلك.[بحاجة لمصدر أفضل] في عسقلان، 1191، أجبر الصليبيون اليهود على الخروج ، وانتقل الكثير منهم إلى القدس.

### المماليك
خلال الفترة المملوكية، شهد اليهود عمومًا انخفاضًا في الوضع والتركيبة السكانية.[بحاجة لمصدر أفضل][بحاجة لمصدر] بدأ اليهود في الانتقال من القرى الصغيرة إلى المدن الكبيرة مثل:
البقيعة
صفد
طبريا
القدس
الخليل
حيفا
عكا
شهدت صفد وطبريا والمنطقة المحيطة بها زيادة في عدد السكان، في عام 1500 يقدر أن أكثر من 10000 يهودي كانوا يعيشون في منطقة صفد. بدأ اليهود بالتوجه نحو تصدير إتروج والدراسات الحاخامية. [بحاجة لمصدر]

### إحياء الجليل
في عام 1492، قام مرسوم قصر الحمراء وفي عام 1497 مرسوم الملك مانويل الأول بتحويل أو طرد جميع اليهود من إيبيرية. استقر العديد من هؤلاء في المدينتين الرئيسيتين في الجليل وصفد وطبريا، استقر علماء يهود بارزين مثل يوسف كارو في أرض إسرائيل. تسبب هذا في أمرين رئيسيين، تبني ممارسات السفارديون،, وبداية العصر الذهبي للحياة اليهودية في فلسطين. حدث هذا العصر الذهبي بشكل حصري تقريبا في المدن المقدسة الأربع: القدس وصفد وطبريا والخليل. جنبا إلى جنب مع تبني المستعربين لبعض الممارسات السفاردية، تزاوجوا أيضا بشكل كبير مع السفارديون الجدد. في بعض النواحي، لم يعد المستعربون في المدن المقدسة الأربع مجموعة متميزة. فقط في المناطق الريفية مثل البقيعة ظل اليهود المستعربين بكثرة.

### العصر العثماني
يتحرك المركز السكاني اليهودي الرئيسي بعيدا عن الجليل باتجاه القدس. ومع ذلك، فإن اليهود الناطقين باللادينو يهيمنون على الحياة اليهودية. كما عزز الوافدون الجدد من البلقان وشمال إفريقيا والعراق تقاليد السفارديون على تقاليد المستعربين.

### صهيونية
أدى وصول الصهاينة الاشتراكيين والعلمانيين بشكل أساسي من أوروبا الشرقية إلى توتر العلاقات بين المجتمعات اليهودية الراسخة والعرب. كما عانت العلاقات بين اليشوف القديم واليشوف الجديد. جنبا إلى جنب مع استمرار حالة الفقر للعديد من مستعربين. انضم مستعربين إما إلى جانب الصهاينة، وقاتل في الهاغاناه أو الأرجون، أو ترك الإمبراطورية العثمانية بالكامل، وانضم إلى موجات اليهود السوريين المهاجرين إلى أمريكا.

### اليوم
اندمج المستعربون في الحياة الإسرائيلية السفاردية السائدة ومن غير المعروف عدد اليهود الإسرائيليين من أصل مستعربي هناك. في أمريكا، يتبعون التقاليد السورية العامة، وقد استقروا بشكل رئيسي في نيويورك وكاليفورنيا وواشنطن. [بحاجة لمصدر]

## طقوس المستعربين السوريين
```
طقوس حلب القديمة
كان لدى مستعربي 
حلب
 في 
سوريا
 في الأصل طريقة متميزة للعبادة، وردت في كتاب صلاة مميز يسمى ما فوريوس زور آرام سوبا. ويُعتقد أن هذه الطقوس
[
15
]
 تعكس التقاليد الإسرائيلية لا التقاليد البابلية في بعض النواحي، وخصوصا في بروز الپييوت (انظر أدناه).
[
16
]
 وبمعنى عام، تقع ضمن عائلة الطقوس "السفاردية" بدلاً من "الأشكنازية"، ولكنها تشبه الطقوس السفاردية غير القياسية مثل الكتالونية بدلاً من الطقوس القشتالية المعيارية.
[
17
]
 كما يحتوي على بعض السمات القديمة التي يشاركها مع سدور  سعدية غاون وقوانين صلاة 
موسى بن ميمون
.
```

وفيما يلي بعض الاختلافات التي تبرز في أرام سوبا ما تيليتس زور.
- ترتيب المزامير في خدمة الصباح مختلف.
- تمت صياغة الصلوات التالية بشكل مختلف (مع الحفاظ على نفس الرسالة من الصلاة): باروخ شعمار، كاديش، كدوشة، بركات معينة من أميدا، تاشانون، وبركة حمازون (النعمة بعد الوجبات).
- تحتوي الكادشية على مجموعة طويلة من "المراجع المسيانية في الآية الثانية" (على عكس الطقوس السفاردية حيث هي أقصر بكثير والطقوس الأشكنازية حيث هو غائب).
- كان يُتلى المزمور الثامن كل ليلة قبل الخدمة المسائية، وهي ممارسة لم تعد موجودة في أي مكان آخر.[18]
- كان هناك تقليد بتلاوة 72 آية مختلفة عن الكتاب المقدس مباشرة بعد صلاة صلاة الصباح.
- هناك تقليد، لا يزال يتبعه العديد من اليهود السوريين، يسمى ألفا بيتا، والذي يتكون من تلاوة المزمور 119-134 قبل الخدمات المسائية في سبت متزاي: يظهر هذا أيضا في كتاب صلاة اليهود الإسبان والبرتغاليين.
- كان هناك أيضا تقليد مهم يتعلق بشهر أيلول، شهر التوبة قبل أيام القيامة. في فجر أيام الاثنين والخميس والسبت، تم تلاوة صلوات سيليحوت الخاصة. كانت هناك صلوات سيليحوت مختلفة، وبييوتيم، وآيات توراتية يجب تلاوتها لكل أسبوع من ذلك الشهر. لا يزال اليهود السوريون، مثل السفارديم الآخرين، يقرأون السليحوت خلال شهر أيلول بأكمله. ومع ذلك، فإن السليحوت التي يتلوها اليهود السوريون موحدة ولا تختلف من يوم لآخر كما هو الحال مع صليحوت آرام سوبا محزور.
- في تيشعاه بئاف، كانوا يقرأون فقط ميجيلات عائشة في الليل وليس في الصباح: لا يزال اليهود السوريون يقرأونها قبل أربت وليس بعدها.
- الكاديش لمهرجانات الحجاج الثلاثة طويل جدا، ويشبه ذلك الموجود في سيدور سعدية غاون والتقاليد اليمنية البلدية.

في 9 مارس 2009، نشر مشروع السفارديم بيزمونيم ملف بي دي إف ممسوح ضوئيا لطبعة البندقية لعام 1560 من "محزور آرام سوبا" إلى قسم "المحفوظات" في موقعه. مرآة للعمل متاحة أيضا. بالإضافة إلى ذلك، يمكن العثور على نسخة أيام الأسبوع من محزور آرام سوبا 1560 هنا.
- وقد نشرت ياد هاراف نسيم مؤخرا طبعة بالفاكس، باستخدام صفحات من أفضل النسخ الباقية من طبعة عام 1527.

### تأثير الطقوس السفاردية
```
بعد هجرة اليهود من إسبانيا بعد الطرد، تطورت 
طقوس
 تسوية تحتوي على عناصر من عادات الطائفتين، ولكن مع العنصر السفاردي أخذ حصة أكبر من أي وقت آخر. وكان من أسباب ذلك تأثير أروش شولشان، واستخدامات إسحاق لوريا القبالية، وكلاهما افترض مسبقا نصا للصلاة باللغة السفاردية (وبالتحديد القشتالية)؛ ولهذا السبب، استبدل نوع من النصوص "السفاردية" العديد من طقوس الشرق الأدنى والأوسط المحلية على مدى القرنين السادس عشر والتاسع عش، مع مراعاة بعض العادات المحلية المميزة في كل بلد.
```

في سوريا، كما هو الحال في بلدان شمال أفريقيا، لم تكن هناك محاولة لطباعة سيدور يحتوي على الاستخدامات الفعلية للمجتمع، لأن هذا لن يكون مجديًا تجاريًا بشكل عام. مراكز النشر الرئيسية، بشكل رئيسي ليفورنو، وبعد ذلك فيينا، سوف تنتج كتب الصلاة "السفاردية" المناسبة للاستخدام في جميع المجتمعات، والمجتمعات الخاصة مثل السوريين سوف يطلبون هذه بكميات كبيرة، والحفاظ على أي استخدامات خاصة من خلال التقليد الشفوي. (على سبيل المثال، كلف حاخام أبراهام حماوي من حلب بسلسلة من كتب الصلاة من ليفورنو، والتي طبعت في عام 1878: كانت هذه الكتب ذات طابع "سفارديم" في طابعها.

## اليوم
لقد اندمج المستعربين السوريين تماما مع اليهود السفارديم ولم يعودوا كيانا متميزا عنهم. بعض العائلات تعرف باسم "السفارديم" بالمعنى الضيق، وتتميز بممارستها لإضاءة شمعة إضافية في عيد الأنوار. (يقال إن هذا امتنان لقبولهم من قبل المجتمع الأكبر سنا. لا يتم تقاسمها مع السفارديم في بلدان أخرى.)
وفقا لجوي موسيري، مؤرخ سفاردي يعيش في الجالية اليهودية السورية في بروكلين (الولايات المتحدة الأمريكية)، كانت آخر مرة تم فيها استخدام الليتورجيا المستعربية رسميا خلال ثلاثينيات القرن العشرين. شيلومو سالم زعفراني، من حلب، أقام قداسا يوميا في طقس المستعربي اليهودي، حتى رحيله إلى الانتداب البريطاني على فلسطين في أوائل ثلاثينيات القرن العشرين. بعد رحيله، لا يوجد استخدام عام معروف لهذه الليتورجيا حتى في حلب نفسها. اليوم، يعيش اليهود السوريون، باستثناء عدد قليل من الأفراد الذين يعيشون في دمشق، خارج سوريا، ولا يميزون بين المستعربين اليهود السفارديون.

## قراءة معمقة
- Gilbert، Martin (1969). The Atlas of Jewish History. William Morrow & Company, Inc. ISBN:0-688-12264-7.
- Yassif، Eli (20 مايو 2019). The Legend of Safed: Life and Fantasy in the City of Kabbalah. Wayne State University Press.
- Abramovitch، Ilana؛ Galvin، Seán؛ Galvin، Seǹ (2002). Jews of Brooklyn. UPNE.
- Ades, Abraham, Derech Ere"tz: Bene Berak, 1990.
- Betesh, David, The Aram Soba Mahzor: New York, 2006.